# Турушево
Туру́шево (рос. Турушево) — присілок (колишнє село) у складі Ісетського району Тюменської області, Росія.
Населення — 128 осіб (2010, 152 у 2002).
Національний склад станом на 2002 рік:
- росіяни — 87 %